# The Dear Hunter
The Dear Hunter é uma banda de rock de Providence, Rhode Island, Nova Inglaterra. Começou como um projeto de Casey Crescenzo, membro da banda The Receiving End of Sirens. O estilo musical da banda apresenta uma grande variedade de instrumentos e estilos.

## História

### Origem
The Dear Hunter começou como um projeto paralelo de Casey Crescenzo quando era membro da banda The Receiving End of Sirens. A banda começou originalmente com músicas que Crescenzo havia escrito e que não se encaixavam propriamente em The Receiving End Of Sirens. Crescenzo afirmou que:

A ideia era utilizar todo o processo criativo que eu tive enquanto estava em The Receiving End Of Sirens e juntar tudo em algo que eu poderia guardar comigo. Nunca houve planos em sair para turnês, ou até mesmo gravar algo. Foi só quando as coisas deram muito erradas com eles, que me foi dada a oportunidade de realmente colocar o projeto para frente como uma coisa mais tradicional.
No inverno de 2005, Casey gravou a demo Dear Ms. Leading. Ele criou 10 cópias em CDs graváveis que foram passados para seus amigos e postado na internet para download. Enquanto elementos e personagens apresentados nas demos iriam reaparecer nos atos seguintes, Crescenzo confirmou que houve uma transformação na forma como ele representou estes temas e pessoas; enquanto a história teve suas origens em sua vida pessoal, os atos removeram elementos autobiográficos em favor da ficção:

A razão pela qual eu originalmente escrevi essas músicas é obviamente porque eu estava passando por uma fase amarga. As demos foram quase todas tematicamente intercambiáveis entre si. As músicas são todas amargas e falam sobre um cara se apaixonar por uma prostituta e outras coisas. Quando as pessoas dizem que essas demos são um álbum, eu acho que é um pouco ridículo, porque se fosse para lançar isso como um álbum, eu teria vergonha de mim mesmo. É apenas um assunto particular meu, não há nada relacionado com a história. Eu passei por algo com uma garota, e assim como a maioria dos artistas imaturos, você escreve sobre esse assunto e reclama muito... E é por isso que eu prefiro que não escutem essas músicas da demo... Eu acho que fiz o que qualquer compositor/escritor faz - eles se incluem no seu trabalho de uma forma muito extensível, uma vez que é a sua única ligação real para a humanidade - no caso, o que você vive. Então, se eu estou tentando fazer algo realista, tudo que eu tenho que fazer é seguir em frente com o que eu aprendi comigo mesmo... É mais como cada personagem é uma coleção de experiências e sentimentos que tive com as pessoas no passado.

### Ato I
Em maio de 2006, Casey "recebeu uma proposta para sair" de The Receiving End Of Sirens e começou a trabalhar no primeiro álbum de estúdio de The Dear Hunter. Ele expandiu o escopo da história para um projeto de seis álbuns. A história girava em torno do nascimento, vida e morte abrupta de um rapaz conhecido apenas como "The Dear Hunter." Crescenzo mais tarde afirmou que o protagonista "não é um herói. Eu não acho que ele faz uma única coisa boa ou coisa inteligente em qualquer uma das histórias." Crescenzo resumiu o primeiro ato como,

A história começa com o nascimento do personagem principal. O primeiro ato em si é basicamente sobre o relacionamento entre mãe e filho, e sobre o que ela tem que passar em sua vida para mantê-lo vivo e seguro. Ela decide criá-lo longe da dura realidade, tentando abandonar sua vida de prostituta, mas logo seu altruísmo fala mais alto e ela volta aos velhos hábitos, virando uma mulher arruinada para seu filho.

Para Crescenzo, a decisão de começar a história no início do século 20 foi conscientemente escolhida devido aos eventos que se desdobram no decorrer dos futuros atos:

Eu acho que a razão que eu quis definir essa época para começar a história, é de como ela se passa, ou seja, coincidindo com grandes eventos do mundo. A arquitetura do tempo, as cores, as influências das músicas, mas ao mesmo tempo, supõe-se não ser nada além da ficção. É uma história surreal, não é como se eu estivesse escrevendo um álbum conceitual sobre uma prostituta de algum livro que eu li.

Em uma entrevista em 2007, Casey afirmou ter a história geral dos atos traçada. Casey gravou e produziu o EP por si próprio com a ajuda de seu irmão, Nick Crescenzo, na bateria e e de sua mãe na voz secundária. Act I: The Lake South, The River North, foi lançado em setembro de 2006 pela gravadora Triple Crown Records.
Pouco tempo após o lançamento do primeiro ato, Casey convidou Luke Dent para vocais e teclado e Erick Serna como segundo guitarrista. Luke trouxe com ele seu irmão Sam, na bateria e Erick trouxe seu amigo de longa data Josh Rheault para tocar baixo. A banda entrou em estúdio para gravar a sequencia do Ato 1 no final de 2006, terminando as gravações no inicio de 2007, durante esse tempo, a banda foi apresentada no artigo da Alternative Press como uma das '100 bandas que você precisa conhecer em 2007'

### Ato II
Act II: The Meaning of, and All Things Regarding Ms. Leading foi lançado em 22 de Maio de 2007. Originalmente a banda havia escrito aproximadamente 2 horas de músicas para este álbum, mas conseguiu cortar o tempo para 80 minutos, de modo que coubesse em um único disco compacto. A banda promoveu o álbum em turnê com as bandas As Tall As Lions, Saves the Day, Say Anything, Thrice, Chris Conley, The Format, Scary Kids Scaring Kids, Boys Night Out, Circa Survive, Ours e Fear Before the March of Flames.
Foi gravado um videoclipe para a música "The Church and The Dime". Um livro baseado na história do Ato II foi lançado como parte da edição deluxe do álbum seguinte, Act III: Life and Death. Kent St. John foi o artista selecionado para fazer as ilustrações.
Antes de uma série de datas com a banda Circa Survive, os integrantes Josh Rheault e os irmãos Sam e Luke Dent saíram da banda. Cliff Sarcona (bateria) e Julio Tavarez (baixo) da banda As Tall As Lions, Christopher Tagliaferro (baixo) da banda Tiger Riot e Andy Wildrick (guitarra/teclado) da banda The Junior Varsity substituíram os ex-integrantes temporariamente durante a turnê. Wildrick se juntaria a banda posteriormente como membro permanente junto com Sagan Jacobson no baixo e Nick Crescenzo, irmão de Casey, na bateria.
A banda embarcou para sua primeira turnê como headliner no segundo semestre de 2008 com as bandas Lydia, Eye Alaska e You, Me, and Everyone We Know. Em 9 de Dezembro de 2008 foi anunciado que Nate Petterson, ex-membro e colega de Casey na banda The Receiving End Of Sirens, começaria a tocar baixo após a saída de Sagan Jacobson.

### Ato III
Após a turnê como headliner, a banda voltou para o estúdio para gravar Act III: Life and Death. Nesse período, o ex-baixista da banda, Josh Rheault, anunciou que havia retornado a banda para tocar guitarra, teclado e voz secundária. O Ato III foi lançado em 23 de Junho de 2009 pela gravadora Triple Crown Records.
Foi o primeiro álbum da banda à chegar ao Billboard 200, alcançando a posição de número 182.
O segundo videoclipe da banda foi lançado com a música "What it Means to be Alone" desse álbum.

### The Color Spectrum
Entre o lançamento do Ato II e Ato III, Casey estava compondo um arco de multi-álbuns relacionado ao espectro das cores. Em 23 de Abril de 2010, foi anunciado que a banda faria uma pausa no projeto dos Atos para focar nesse novo conceito de álbum, assim como foi dito por Casey que o Ato IV não seria lançado em algum tempo. Sucessivamente foi anunciado que o projeto chamado The Color Spectrum consistiria em nove EPs, cada um correspondendo a uma cor do Espectro Visível (especificamente, Preto, Vermelho, Laranja, Amarelo, Verde, Azul, Índigo, Violeta e Branco).
Em 24 de Fevereiro de 2011, o site Alternative Press anunciou que os EPs seriam lançados em múltiplos formatos, incluindo uma CD físico contendo faixas selecionadas de cada um dos EPs. Em algum momento antes da conclusão do álbum, Josh Rheault e Erick Serna deixaram a banda para seguir seus respectivos projetos musicais. Após o lançamento, a banda tocou durante mais de 3 horas um único show com todas as 36 músicas do álbum e lançou como um DVD, intitulado The Color Spectrum DVD.

### Migrant
Em 2012 a banda entrou em estúdio com o produtor Mike Watts para gravar o álbum Migrant, que seria o primeiro álbum sob o novo selo criado pelo próprio Casey, Cave & Canary Goods, que faz parte da gravadora Equal Visions Records. Antes de gravar o álbum, Crescenzo expressou seu entusiasmo sobre o trabalho com Watts, constatando que

Eu não faço ideia do que o público irá pensar, e a última coisa que eu quero fazer é dar declarações que possam influenciar na opinião dos ouvintes. O que eu posso dizer é que eu nunca estive tão feliz e nunca havia me sentido tão criativo em muito tempo, e estou extremamente ansioso para forçar a minha criatividade e a minha música para áreas e lugares que eu ainda não me aventurei, quero criar o melhor álbum possível para mim.

Migrant representa uma grande diferença para o próximo álbum relativo aos Atos, uma consideração que Casey fez questão de pensar antes de continuar com o álbum:

Depois de passar uma boa quantidade de tempo debatendo comigo mesmo se deveria continuar a gravar os Atos ou dar um passo para o lado, eu resolvi que o caminho mais natural parecia ser de deixar todos os preconceitos de lado, e gravar um álbum direto do fundo do coração, sem qualquer filtro conceitual ou histórico.

Esse é o primeiro álbum da banda a não ter um conceito, foi lançado em 2 de Abril de 2013. Casey observou que a natureza não conceitual do álbum apresentou um novo desafio para ele: "Eu estive em um ritmo de composição conceitual pelos últimos 8 anos. É um desafio pessoal ser um pouco mais transparente e honesto para não filtrar todas as músicas em um tema. Então eu pensei que isso seria extremamente excitante e o resultado foi bastante tranquilizador." Ao comentar sobre a natureza menos orientada ao rock progressivo e relativamente mais simplificada do álbum, Crescenzo observou que:

Noventa e nove porcento do álbum foi composto no piano, para que eu pudesse me sentir num foco certo. Mas acho que foi também uma decisão concisa de fazer uma gravação mais leve desde que o escopo se mantivesse. A ideia era manter o tom, em geral, um pouco menor sem o uso excessivo de guitarras pesadas... com as letras desse álbum sendo mais transparentes sobre a minha pessoa, acho que foi importante não desumanizar essas letras sobrepondo-as com performances excessivas. Quando você dobra os vocais eles perdem a inflexão íntima e qualquer emoção passada por esses vocais se perde, o que as vezes é uma coisa boa. Para esse álbum foi importante não fazer isso.

### Ato IV
Em 3 de Março de 2015, Casey Crescenzo anunciou que Act IV: Rebirth in Reprise estava sendo gravado e seria lançado no fim de 2015. Esse anúncio veio junto com o lançamento do álbum ao vivo, The Dear Hunter - Live lançado no mesmo dia do anúncio, que apresentava músicas ao vivo gravadas na turnê com orquestra de 2013. No site da banda Casey constatou que:
Eu queria surpreender os fãs com esse lançamento, como se fosse um presente para todos vocês por nos apoiar durante tantos anos, sem nunca desistir de nós. Obrigado, do fundo do meu coração pela fé contínua de vocês nesse projeto. Quero pedir a todos vocês humildemente para compartilhar esta carta. Deixo-vos agora, voltarei para minha caverna me preparando para o próximo lançamento da banda... Está sendo preparado sem grandes dificuldades, e eu mal posso esperar para compartilhar com todos vocês. Por favor mantenham seus olhos abertos para Act IV: Rebirth in Reprise que deve ser lançado até o fim do ano.

Em Junho de 2015, o single "A Night on the Town" ficou disponibilizado via streaming no site oficial da banda, assim como a pré-venda do álbum. No formulário de pré-venda a data oficial de lançamento constava para dia 4 de Setembro de 2015. O álbum estreou na posição 39 na lista da Billboard 200 vendendo aproximadamente sete mil cópias, a melhor marca da banda. Após o lançamento a banda embarcou para uma turnê pelos Estados Unidos com as bandas Chon e Gates.

### Ato V
Em 22 de Junho de 2016, Casey anunciou via Facebook que Act V: Hymns with the Devil in Confessional estava previsto para ser lançado em 9 de Setembro de 2016, e lançou o primeiro single do álbum "Gloria", no mesmo anúncio, Casey informou que esse seria o último álbum de rock do projeto de seis atos, fazendo com que os fãs especulassem que o Act VI seria uma espécie de filme ou musical.
Em 5 de Agosto foi disponibilizado nas plataformas de streaming o segundo single, "The Revival". Posteriormente em 25 de Agosto, lançou o terceiro e último single do álbum, "Light".
O álbum estreou na posição 48 na lista Billboard 200 e em sexto na lista de Álbuns Independentes, tornando-se o segundo melhor lançamento da banda até então.
No fim de Setembro, a banda entrou em turnê por um mês, terminando com um show em Los Angeles junto da Awesöme Orchestra, orquestra utilizada nos álbuns Act IV e Act V.

### All Is As All Should Be
No dia 12 de Setembro de 2017, a banda fez um anuncio em suas redes sociais que entraria em turnê com as bandas The Family Crest e Vava. No dia seguinte foi anunciado um EP de seis faixas de nome All Is As All Should Be que foi lançado no dia 1º de Dezembro de 2017 pela gravadora Cave & Canary Goods.

### The Fox and The Hunt
Em 14 de fevereiro de 2020, a banda lançou um LP orquestral em colaboração com o compositor Brian Adam McCune e o grupo Awesöme Orchestra, de São Francisco, pela gravadora Cave & Canary Goods. The Fox and the Hunt reaproveita e expande as partes orquestrais gravadas para o Ato IV e o Ato V em um álbum totalmente instrumental.

### Partida de Gavin Castleton,The Indigo Childe oS.S. Neverender
Em 12 de junho de 2021, Gavin Castleton anunciou sua saída da banda por meio da plataforma Pillar (uma comunidade online baseada em assinatura da qual a banda participa ativamente). Castleton citou estar em um ponto de sua vida em que não pode "contribuir com o tempo, energia e foco apropriados" que os "muitos eventos e lançamentos da banda incríveis e ambiciosos" exigiriam. Ele também afirmou que esses eventos e lançamentos estavam "no horizonte próximo". A banda desejou felicidades a Castleton no mesmo post.
Em 13 de outubro de 2021, a banda anunciou um próximo evento para seu próximo lançamento, "The Indigo Child", marcado para 22 de outubro de 2021, em suas páginas do Instagram e Facebook.
De 25 a 29 de outubro de 2021, a banda (junto com o tecladista em turnê Aiden Earley) participou do cruzeiro S.S. Neverender junto com Coheed and Cambria e muitas outras bandas.

### Antimai
Em 4 de fevereiro de 2022, a banda anunciou uma próxima turnê americana com os convidados especiais The World Is a Beautiful Place & I Am No Longer Afraid to Die, e Tanner Merritt da banda O'Brother.
Em 1º de julho de 2022, eles lançaram seu oitavo álbum de estúdio Antimai através da gravadora Cave & Canary Goods. O álbum é o primeiro registro da saga "Indigo Child" com tema de ficção científica/fantasia, apresentando a cidade titular e sua estrutura geográfica e social em um mundo fictício. Há rumores de que o álbum seguinte, Sunya, será lançado na primavera de 2023.

## Integrantes

### Membros
- Casey Crescenzo – voz principal, guitarra, piano, baixo, letra (2005 – presente)
- Nick Crescenzo – bateria, voz secundária (2006, 2007 – presente)
- Robert Parr – guitarra, piano, teclado, voz secundária (2010 – presente)
- Nick Sollecito – baixo (2011 - presente)
- Maxwell Tousseau – violão, teclado, percussão, voz secundária (2010 – presente)
- Aiden Earley - teclado (2021 - presente)

### Ex-membros
- Nate Patterson – baixo, voz secundária (2008 – 2010)
- Andy Wildrick – guitarra, teclado, voz secundária (2007 – 2010)
- Sagan Jacobson – baixo, voz secundária (2007 – 2008)
- Sam Dent – bateria (2006 – 2007)
- Luke Dent – teclado, voz secundária, guitarra, percussão (2006 – 2007)
- Josh Rheault – guitarra, teclado, voz secundária (2007, 2009 – 2011)
- Erick Serna – guitarra, voz secundária (2006 – 2011)
- Connor Doyle – guitarra (2010 – 2013)
- Andrew Brown – teclado, voz secundária (2015 – 2016)
- Gavin Castleton - teclado, voz secundária (2016 - 2021)

## Discografia

### Demos
- Dear Ms. Leading (2005)

### Álbums
- Act I: The Lake South, The River North (2006)
- Act II: The Meaning of, and All Things Regarding Ms. Leading (2007)
- Act III: Life and Death (2009)
- The Color Spectrum (2011)
- Migrant (2013)
- Act IV: Rebirth in Reprise (2015)
- Act V: Hymns with the Devil in Confessional (2016)
- Antimai (2022)

### Ao vivo
- The Color Spectrum Live (2013)
- Live (2015)
- Act I: The Lake South, The River North (Live from Seattle, WA) (2023)
- Act II: The Meaning of, and All Things Regarding Ms. Leading (Live from Seattle, WA) (2024)

### EPs
- Random EP No. 1 (2007)
- Random EP No. 2 (2008)
- The Branches EP (2010)
- The Migrations Annex (2013)
- All Is As All Should Be (2017)
- The Indigo Child (2021)
- North American EP (2025)

### Outros
- The Fox and the Hunt (álbum instrumental performado em conjunto com a Awesöme Orchestra, 2019)
- Migrant Returned (relançamento do álbum Migrant, 2023)